# Турнер, Хелена
Хелена «Лени» Турнер (нем. Helene Thurner, 12 августа 1938, Цамс, Австрия) — австрийская саночница, выступавшая за сборную Австрии в 1960-х годах. Принимала участие в зимних Олимпийских играх 1964 года в Инсбруке и выиграла бронзу программы женских одиночных заездов.
В общей сложности Хелена Турнер является обладательницей трёх медалей чемпионатов мира, в её послужном списке одна серебряная награда (1963) и две бронзовые (1961, 1967). Спортсменка один раз получала подиум чемпионатов Европы, ей удалось занять первое место на соревнованиях 1962 года трассы Вайссенбах-на-Лехе.